# Das Depot: Bremer Straßenbahnmuseum
Das Depot ist ein Bremer Straßenbahnmuseum, das in Trägerschaft der Freunde der Straßenbahn Bremen steht. Es befindet sich in einem Teil des Betriebshofes Sebaldsbrück der Bremer Straßenbahn im Stadtteil Hemelingen-Sebaldsbrück, Schloßparkstraße 45.

## Geschichte

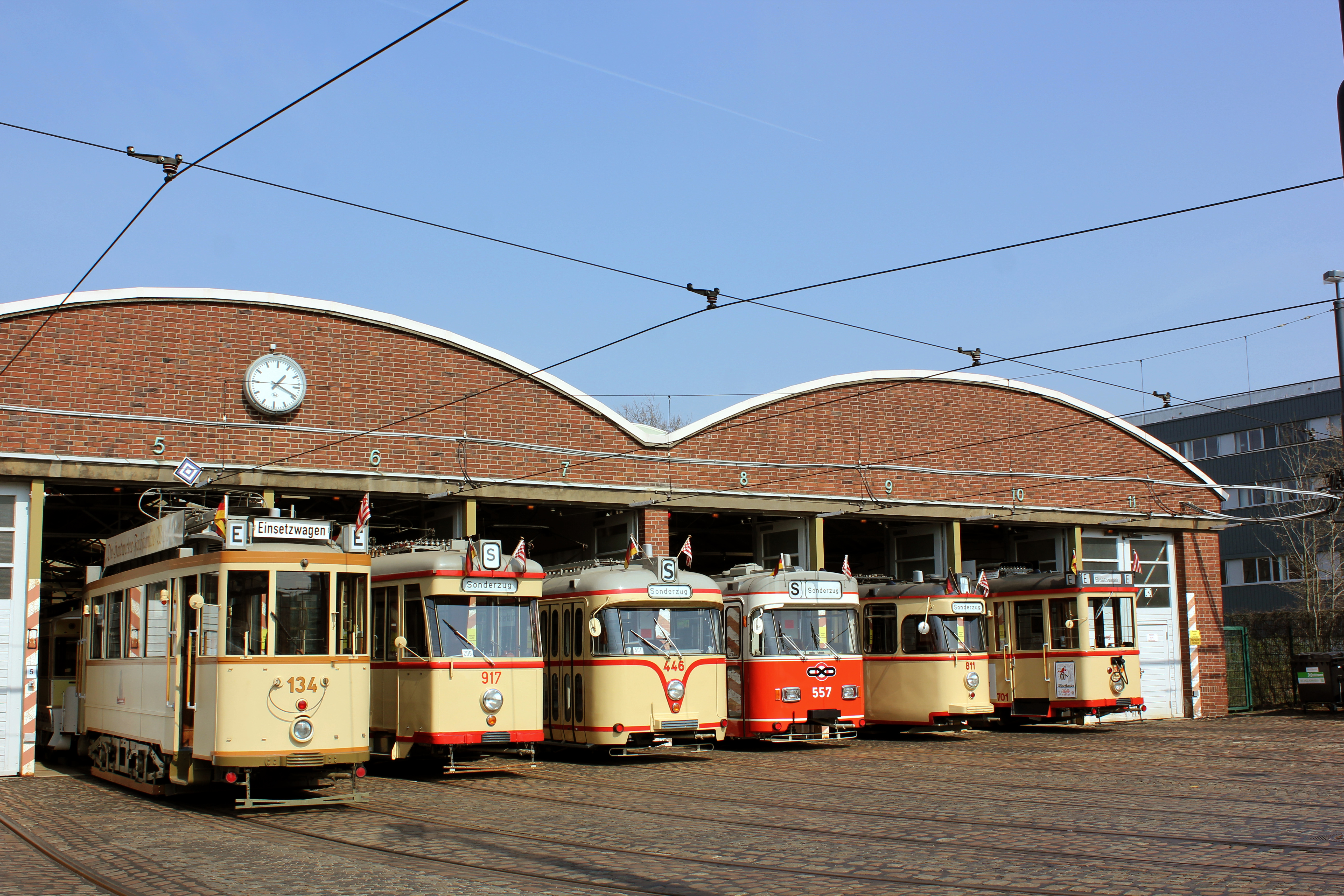
Museumswagen bei der Bremer Straßenbahn

Der Verein Freunde der Bremer Straßenbahn wurde 1989 gegründet. Mitte der 1990er Jahre kam die Idee auf, dass auch Bremen ein Straßenbahnmuseum erhalten soll.
Im Oktober 2003 eröffnet der Verein das Museum mit Unterstützung der Bremer Straßenbahn AG. Die Dauerausstellung hat das Ziel die Geschichte der Straßenbahn zu vermitteln. Gegliedert ist die Ausstellung in die Bereiche Fahrscheine und Entwerter, Technik, Signale, Zukunft. In der Wagenhalle des Betriebshofs Sebaldsbrück stehen die historischen Bahnen.

## Fahrzeugsammlung
- Pferdebahnwagen 23 von 1888

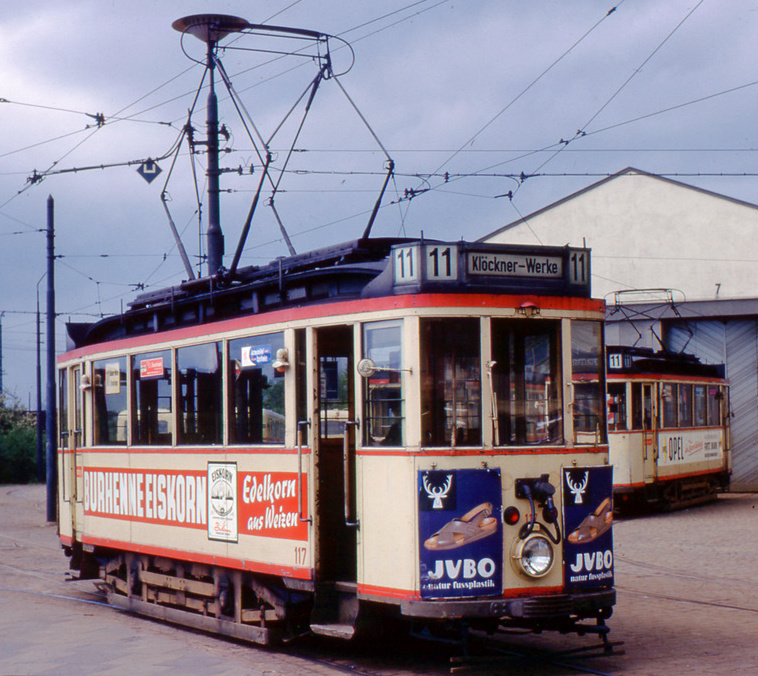
Triebwagen 117

- Triebwagen 49, im Einsatz von 1900 bis 1954, von 1900 bis 1907 gebaut
- Triebwagen 134, im Einsatz von 1904 bis 1954, Eigenbau der Werkstatt Walle
- Triebwagen 701, im Einsatz von 1947 bis 1970, der Bremer Maschinenbau und Dockbetrieb GmbH
- Beiwagen 1727, von 1949 vom Bremer Maschinenbau und Dockbetrieb
- Triebwagen 811, im Einsatz von 1954 bis 1990, der Hansa-Waggonbau
- Triebwagen 917, im Einsatz von 1955 bis 1977, als erster Gelenktriebwagen der Hansa-Waggonbau
- Triebwagen 446, im Einsatz von 1959 bis 1994, von Hansa-Waggonbau (Linien 2, 3, 10, 15, 16)
- Triebwagen (3)557, im Einsatz von 1977 bis 2009, von Wegmann & Co. (Kassel)
- Triebwagen (3)801, im Einsatz von 1990 bis 1998, von MAN
- Arbeitstriebwagen 3 von 1941 von der Waggonbaufabrik Gottfried Lindner
- Gelenkbus 225, MAN von 1972, fuhr elf Jahre
- Gelenkbus 200, MAN von 1980
- Gelenkbus 4919, von 1988, als Niederflurbus der Neoplan
- Dienstfahrrad Horn von 195x auf dem Areal des Betriebshofes